# 乌登海姆
乌登海姆是德国莱茵兰-普法尔茨州的一个市镇。总面积7.97平方公里，总人口1355人，其中男性665人，女性690人（2011年12月31日），人口密度170人/平方公里。